# 陳文玾
陳文玾（越南语：／，1898年11月26日—1973年11月25日），又譯陳文甲、陳文岬，字叔玉（越南语：／），越南歷史學家。

## 生平
陳文玾是海陽省平江府青沔縣慈烏總慈烏社（今屬海陽省青沔縣新潮社慈烏村）人，成泰十年（1898年）出生於河內，父親是舉人陳文近。陳文玾年少時學習漢文和儒學。維新九年（1915年），年少的陳文玾參加了北圻最後一科鄉試，考中三場。不久後，他進入遠東博古學院（École Française d'Extreme-Orient）工作。1927年，他前往法國留學，師從馬伯樂和伯希和，專攻東方學。1932年，陳文玾學成歸國，回到遠東博古學院工作，研究越南中古史和語言。
陳文玾和黃春瀚、武熙卓（Vũ Hy Trác）是國語傳播會創辦人，支持國語文學發展。
八月革命勝利後，陳文玾先後在教育部、史地研究所（Ban nghiên cứu Sử-Địa）、文史地研究所（Ban nghiên cứu Văn-Sử-Địa，後改為越南史學院）工作，研究漢喃文字。
1973年11月25日，陳文玾在河內去世。

## 著作
陳文玾著述頗豐，主要有《對漢喃文庫的考察》（Tìm hiểu kho sách Hán Nôm）、《河內遠東考古學院現藏越南佛典略編》、《越南佛教史略》、《越南典籍考》、《劉永福》等，并參加《越南作家略傳》（Lươc truyện các tác gia Việt Nam）的編纂工作。